# 納爾瓦灣 (芬蘭灣)

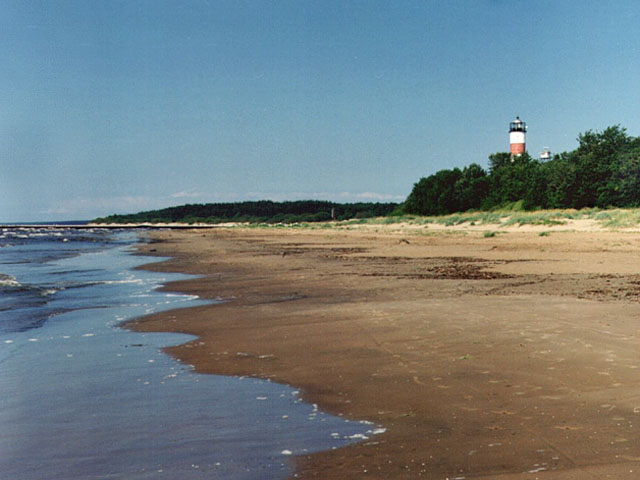
爱沙尼亚海滩上的灯塔

納爾瓦灣是芬蘭灣的南部海灣，把芬蘭灣分為兩部分，分別由愛沙尼亞和俄羅斯管轄，被科爾加利半島與東面的盧加灣分隔，海灣長40公里，闊90公里，納爾瓦河在納爾瓦約埃蘇附近流入納爾瓦灣。